# Хианоли, Мартин
Марти́н Херма́н Хиано́ли Абелья́н (исп. Martín Germán Gianoli Abellán; род. 27 сентября 2000, Монтевидео) — уругвайский футболист, защитник клуба «Пеньяроль».

## Клубная карьера
Хианоли — воспитанник столичного клуба «Ривер Плейт. В 2020 году Мартин подписал контракт с испанским «Монтихо» и сезоны отыграл в четвертом дивизионе Испании. В 2022 году Хианоли вернулся на родину, став игроком «Серро-Ларго». 5 февраля в матче против «Монтевидео Сити Торке» он дебютировал в уругвайской Примере. 25 августа в поединке против столичного «Ливерпуля» Мартин забил свой первый гол за «Серро-Ларго». В начале 2024 года Хианоли перешёл в «Пеньяроль». 25 февраля в матче против «Мирамар Мисионес» он дебютировал за новую команду. 

## Международная карьера
В 2023 году в составе олимпийской сборной Уругвая Хианоли принял участие в Панамериканских играх в Чили. На турнире он сыграл в матчах против команд Мексики и Колумбии.